# 长白镇
长白镇（韓語：장백진），是中华人民共和国吉林省白山市长白朝鲜族自治县下辖的一个乡镇级行政单位。

## 行政区划
长白镇下辖以下地区：
塔山社区、长松社区、民主社区、绿江社区、解放村、绿江村、民主村和长白经济开发区。